# 페디타 윅스
퍼디타 위크스(Perdita Weeks, 영어 발음: /ˈpɜːrdɪtə/, 1985년 12월 25일 ~ )는 영국의 배우이다.
카디프에서 태어났다.

## 출연 작품

### 영화
- 햄릿 (1996)
- 스파이스 월드 (1997)
- 왕자와 거지 (2000, The Prince and the Pauper)
- 프라울 (2010) - 피오나 역
- 위대한 유산 (2012, Great Expectations)
- 인비저블 우먼 (2013)
- 카타콤:금지된구역 (2014)
- 레디 플레이어 원 (2018)

### 텔레비전
- Stig of the Dump (2002) - 루 역
- 오만과 편견 다시쓰기 (2008, Lost in Austen)
- 튜더스 (2007-08) - 메리 볼린 역
- Flight of the Storks (2012)
- The Great Fire (2014)
- 페니 드레드풀 (2016)
- 매그넘 P.I. (2018-현재)
- 하와이 파이브-0 (2020)